# Proton Perdana
Proton Perdana – samochód osobowy typu sedan produkowany od 1995 roku do maja 2009 roku przez malezyjski koncern Proton.

## Historia modelu

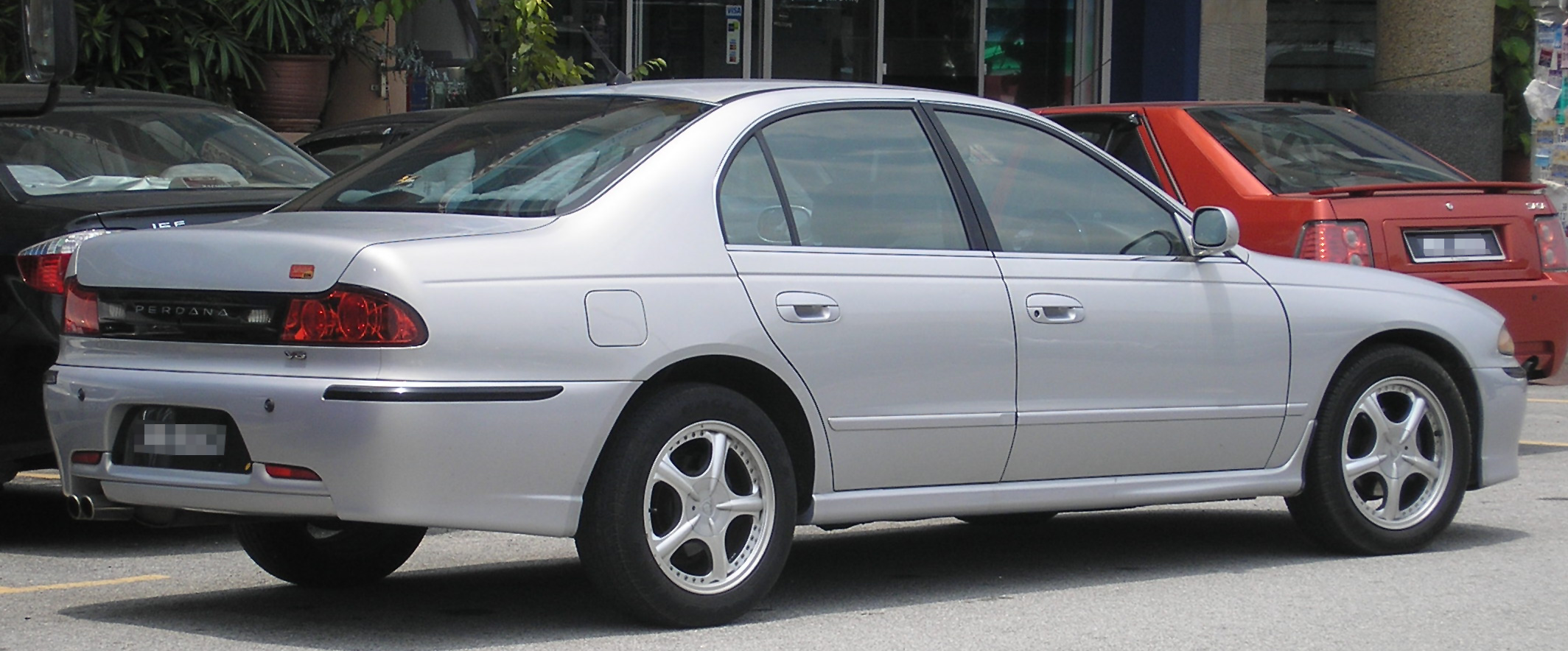
Proton Perdana – tył

W 1995 roku Proton zaprezentował sporych rozmiarów limuzynę klasy średniej bazującą na japońskim Mitsubishi Galant/Emeraude z lat 1992–1998. Stylizacyjnie Perdana odróżnia się od wzoru innym wyglądem przodu i tyłu. Model został skonstruowany z myślą o rynkach malajskich i tam prowadzona jest wyłącznie sprzedaż. Perdana była pierwszym modelem Protona, który został seryjnie wyposażony w ABS. Model przechodził jeden lifting polegający na zmianie wyglądu przodu i tyłu. Po modernizacji Perdana nosi dodatkowy symbol V6. W 2010 roku planowane jest wprowadzenie następcy pod nazwą Proton Pendera.

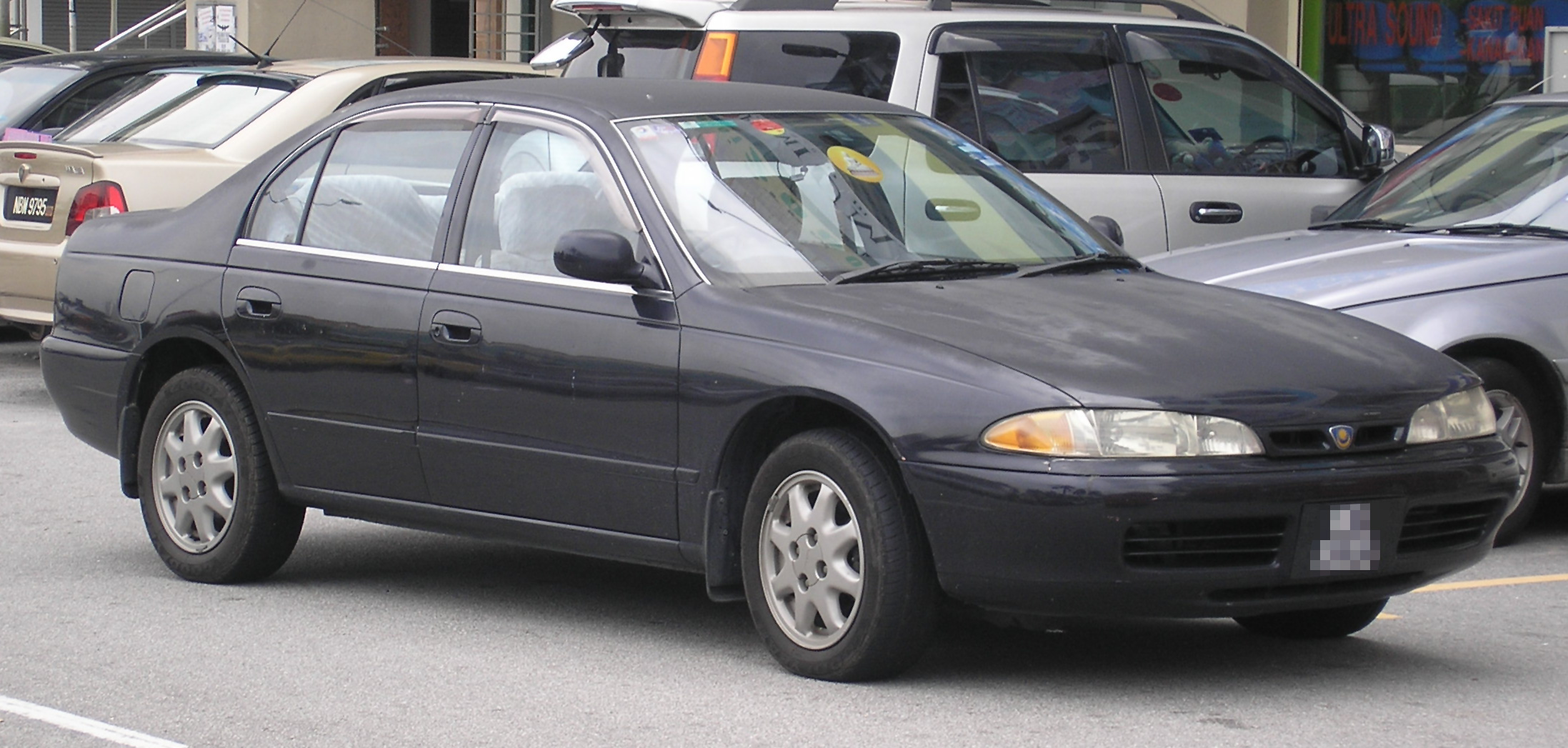
Proton Perdana przed liftingiem

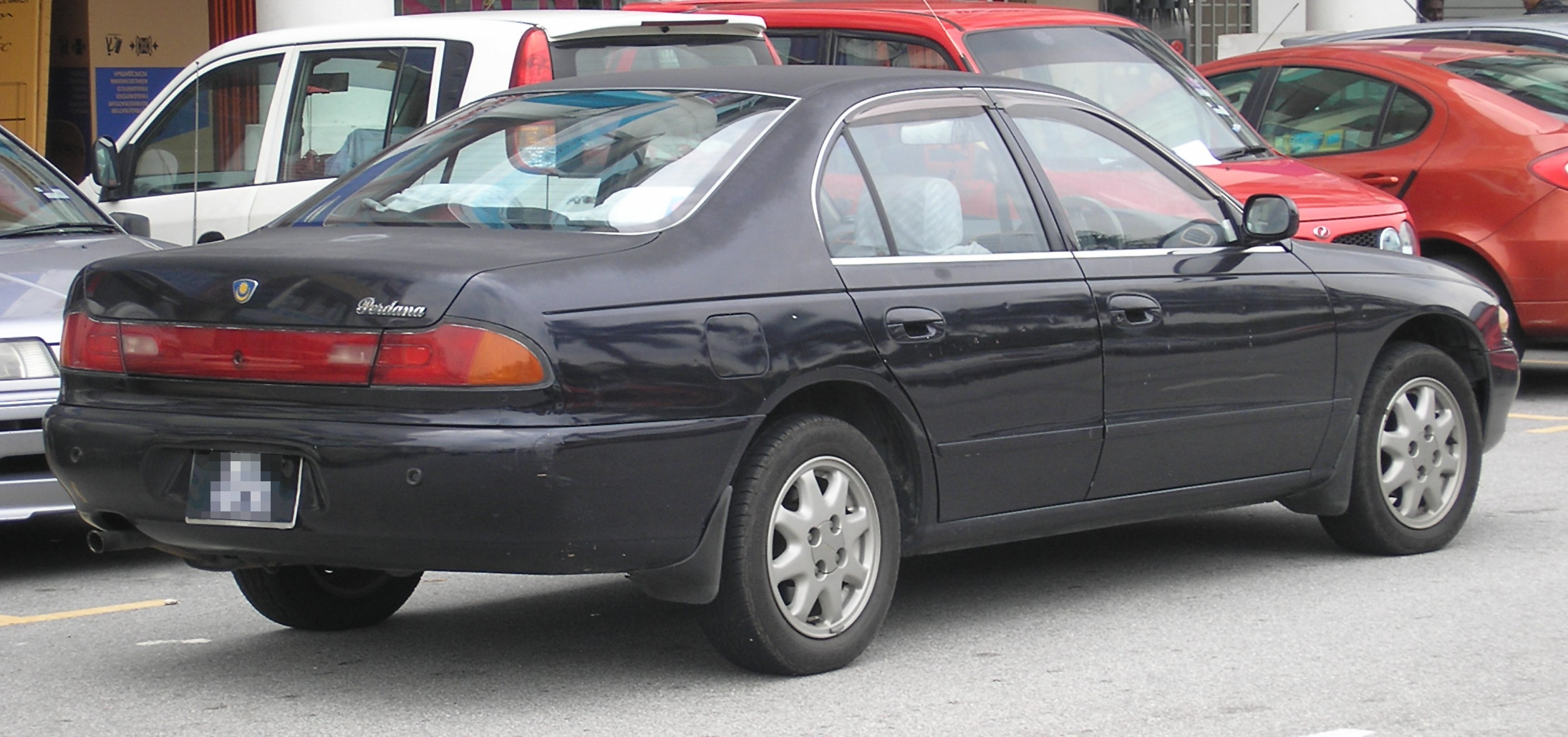
Proton Perdana przed liftingiem – tył